# Landwehrbach (Emscher)
Der Landwehrbach ist ein linkes Nebengewässer der Emscher mit einem Einzugsgebiet von 44,183 km². Er hat eine Fließlänge von ca. 13,1 km. Die Quelle liegt im Spredey im südöstlichen Stadtgebiet Castrop-Rauxels, im Grenzbereich der Stadtteile Obercastrop, Merklinde und Bövinghausen. Die Mündung liegt in Herne-Horsthausen bei Emscherkilometer 42,4. 

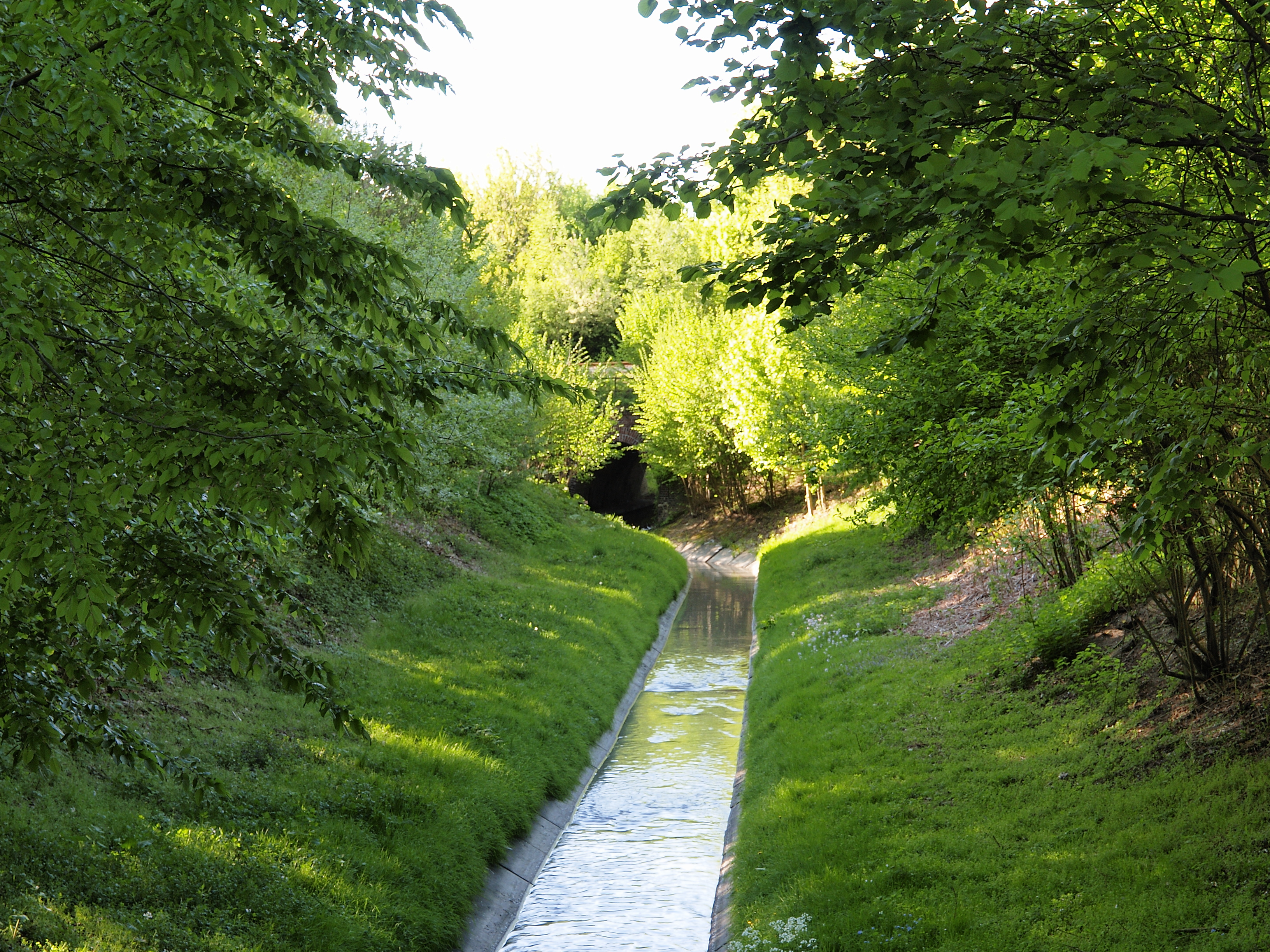
Der Landwehrbach vor dem Durchlass an der Emschertalbahn

In Castrop mündet der Obercastroper Bach in den Landwehrbach ein, im Stadtteil Behringhausen der im Herner Langeloh entspringende Roßbach. Ab der Einmündung des Durchstichs des Deininghauser Bachs in Bladenhorst verläuft der Landwehrbach in südwestlicher Richtung parallel zu Rhein-Herne-Kanal und Emscher und erreicht das Gebiet der Stadt Herne. In Herne-Horsthausen münden der Börniger Bach und der Sodinger Bach ein. Westlich des Industriegeländes Friedrich der Große verläuft der Bach wieder in nordwestlicher Richtung. Dies ist nicht der natürliche Verlauf des Bachs. Im Zuge der Industrialisierung wurde der Bach in einem künstlichen Bett südlich um das Gelände der Zeche Friedrich der Große geleitet. Der ursprüngliche Verlauf des Bachs führte nahezu in Ost-West-Richtung über das Zechengelände, ungefähr vom Teich an der Ostflanke des heutigen Industriegebiets ⊙ bis zum Herner Meer  am Rhein-Herne-Kanal ⊙. Der Bach wurde Ende des 19. Jahrhunderts unter dem querenden Stichkanal des Dortmund-Ems-Kanals hindurchgeführt.
Die Verlegung des Bachlaufs nutzte den ursprünglichen Sodinger Bach um das Wasser zur Emscher wieder nach Norden zu leiten. Der Bach wird westlich der Schleuse Herne-Ost in einem Düker unter dem Rhein-Herne-Kanal hindurchgeleitet, bevor er nördlich der Pöppinghauser Straße in die Emscher mündet. 

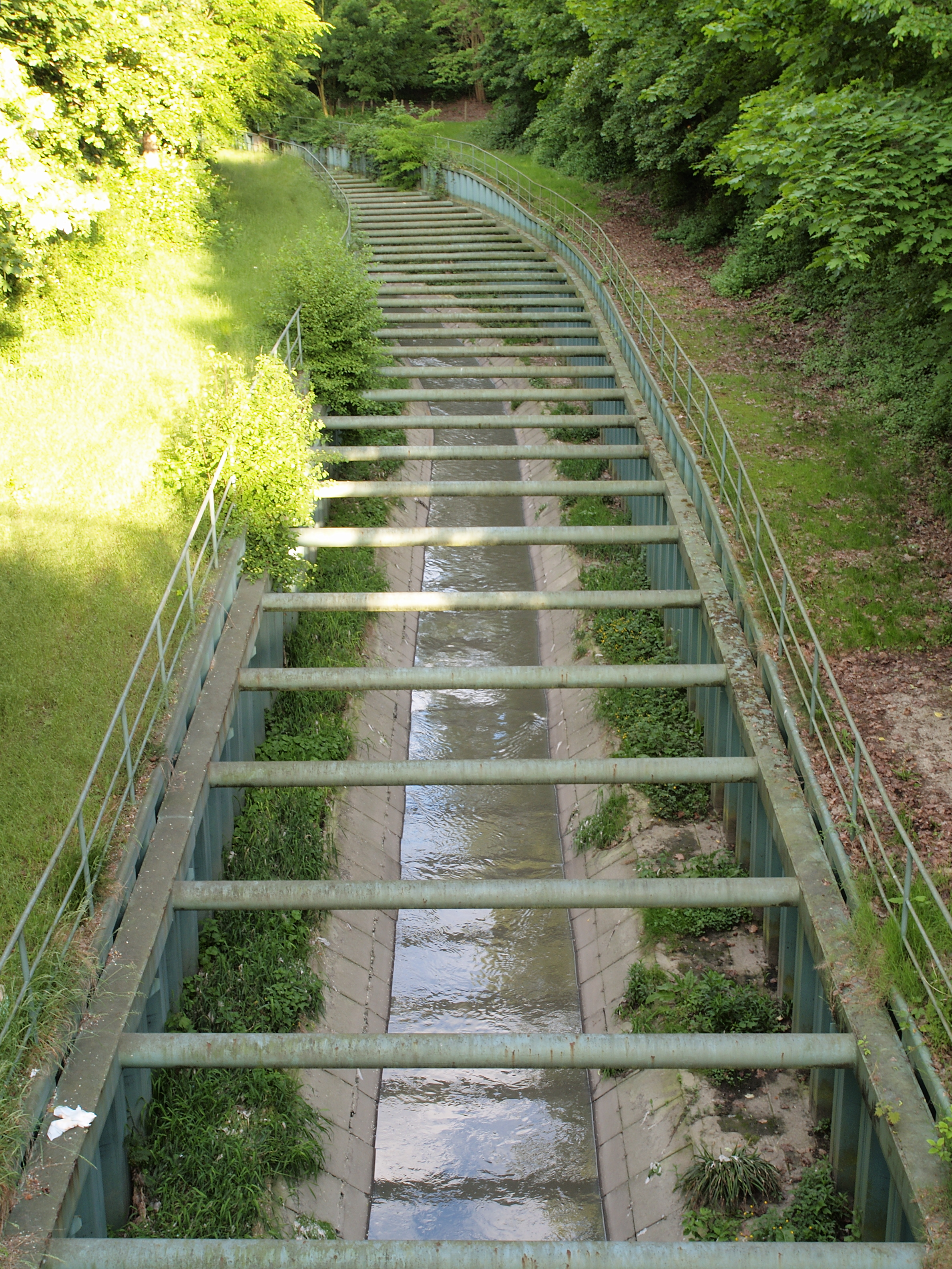
Technisch ausgebaut wegen Bergsenkungen in der Umgebung

Der Landwehrbach ist im Stadtgebiet Castrop-Rauxels über weite Strecken verrohrt und als Schmutzwasserkanal ausgebaut. Ab dem Gelände der ehemaligen Zeche Erin ist er ein offener Schmutzwasserlauf. Im Stadtgebiet Hernes musste infolge von Bergschäden die Bachsohle vertieft werden, damit der Durchfluss im Bereich weniger von Bergsenkungen betroffener Abschnitte sichergestellt werden konnte.

## Renaturierung
Im Rahmen des Umbaus des Emschersystems werden parallel zum Bach Abwassersammler angelegt. Der Bach soll abschließend ein offener Reinwasserlauf werden.
Im Bereich der Castroper Altstadt verläuft der Bach unterirdisch, wird aber, wie auch der Obercastroper Bach, bei dem seit 2008 ausgeführten Umbau wieder freigelegt. Außerdem werden neue Hochwasserrückhaltebecken angelegt, beispielsweise im Wagenbruch. Der Abschluss dieser Arbeiten ist bis 2012 geplant.
Parallel zum Unterlauf nördlich des Erin-Geländes sowie zu den Herner Nebengewässern sollen in den Jahren 2014 bis 2017 Abwasserkanäle und Regenwasserbehandlungen gebaut werden. Anschließend soll auch hier Renaturierung erfolgen. Bedingt durch Bergsenkungen ist insbesondere im Gebiet der Stadt Herne die Offenlegung des Gewässers schwierig, so dass auch alternative Gewässertrassen diskutiert werden.